# Robert Kubica
Robert Józef Kubica, poljski dirkač Formule 1, * 7. december 1984, Krakov, Poljska.

## Življenjepis
Robert Kubica je prvi poljski dirkač Formule 1, ki je bil v sezoni 2006 tretji dirkač moštva BMW Sauber, dokler ni dobil priložnosti na dirki za Veliko nagrado Madžarske, uradno zaradi poškodbe Jacquesa Villeneuva, nato pa se je moštvo dokončno razšlo z Villeneuvom in Kubica je tako dirkal do konca sezone. Nase je opozoril že na prvi dirki, ki jo je končal na solidnem sedmem mestu, a je bil kasneje diskvalificiran zaradi prelahkega dirkalnika - do napake moštva naj bi prišlo zaradi nepredvideno velike obrabe pnevmatik za rahel dež na proti koncu že suhi stezi. Še bolj pa je nase opozoril na svoji tretji dirki za Veliki nagradi Italije, kjer je s kar tretjim mestom dosegel svoje prve in edine točke tega leta. Na dirkah za Veliko nagrado Turčije in Kitajske zaradi napake pri izboru tipa pnevmatik ni imel možnosti za dober rezultat in jih končal le na dvanajstem in trinajstem mestu. Na zadnjih dveh dirkah sezone za Veliko nagrado Japonske in Brazilije pa je končal na devetem mestu takoj za dobitniki točk.
Tudi v naslednji sezoni 2007 je bil dirkač BMW Sauberja ob izkušenem sovozniku Nicku Heidfeldu. Na Veliki nagradi Kanade je doživel hudo nesrečo in se lažje poškodoval, zaradi česar ni nastopil na naslednji dirki v Indianapolisu. V 16-ih nastopih na dirkah se je tega leta 11-krat uvrstil med dobitnike točk in na koncu sezone zasedel šesto mesto v prvenstvu z 39-imi točkami. V sezoni 2008 se mu je uspelo na 18-ih dirkah sedemkrat povzpeti na stopničke in prav v Kanadi doseči edino zmago v Formuli 1. Sezono je končal na četrtem mestu skupnega seštevka prvenstva s 75-imi osvojenimi točkami.
2010 je Kubica vozil za Renault in imel pogodbo še za sezono 2011, 2012 pa bi se moral preseliti k Ferrariju, kar je Poljak potrdil 2018 v enem izmed intervjujev, a je prej vmes posegla usoda.
2011 se je Kubica hudo ponesrečil na lokalnem rallyju Ronde di Andora v Italiji. S Fiatom Punto Kitcar je priletel v kovinsko ograjo, ki je prebila kokpit in desno roko v komolcu. Posledično je ostal brez nekaterih mišic na desni roki in je delno gibljiva, onemogoča mu pronacijo in supinacijo zapestja. Kubica je potem od 2013 do 2016 nastopal v prvenstvu WRC, kjer je odpeljal 33 rallyjev in dobil 14 hitrostnih preizkušenj.
V Formulo 1 se je vrnil kot testni voznik Williamsa v sezoni 2018, potem pa za sezono 2019 podpisal pogodbo kot redni voznik. Nastopil je na vseh 21 dirkah in z desetim mestom na Veliki nagradi Nemčije Williamsu pripeljal edino točko tega leta. Od sezone 2020 je testni in nadomestni voznik pri moštvu Alfa Romeo. Z moštvom Alfa Romeo se je večkrat udeležil petkovih treningov, septembra 2021 pa je na dirkah za Veliki nagradi Nizozemske in Italije zamenjal Kimija Räikkönena, potem ko je Finec oddal pozitiven vzorec na testiranju za okužbo z novim koronavirusom.

## Dirkaški rezultati

### Pregled rezultatov
| Sezona | Serija                           | Moštvo            | Dirke | Pole | Zmage | Toč | Uvr |
| ------ | -------------------------------- | ----------------- | ----- | ---- | ----- | --- | --- |
| 2001   | Evropska Formula Renault 2000    | RC Motorsport     | 10    | 1    | 0     | 46  | 14. |
| 2001   | Italijanska Formula Renault 2000 | RC Motorsport     | 5     | 0    | 0     | 27  | 13. |
| 2002   | Evropska Formula Renault 2000    | RC Motorsport     | 8     | 1    | 0     | 80  | 7.  |
| 2002   | Italijanska Formula Renault 2000 | RC Motorsport     | 10    | 3    | 4     | 188 | 2.  |
| 2002   | Brazilska Formula Renault 2000   | RS2               | 1     | 1    | 1     | ?   | ?   |
| 2003   | Evropska Formula 3               | Prema Powerteam   | 13    | 0    | 1     | 31  | 12. |
| 2003   | Britanska Formula 3              | Prema Powerteam   | 2     | 0    | 0     | 0   | NC  |
| 2003   | Velika nagrada Macaa             | ?                 | 1     | 0    | 0     | ?   | NC  |
| 2003   | Masters Formule 3                | ?                 | 1     | 0    | 0     | ?   | 33. |
| 2003   | F3 Korean Superprix              | Target Racing     | 1     | 0    | 0     | ?   | 6.  |
| 2004   | Evropska Formula 3               | Mücke Motorsport  | 20    | 0    | 0     | 53  | 7.  |
| 2004   | Velika nagrada Macaa             | Manor Motorsport  | 1     | 1    | 0     | ?   | 2.  |
| 2005   | World Series by Renault          | Epsilon Euskadi   | 17    | 3    | 4     | 154 | 1.  |
| 2005   | Velika nagrada Macaa             | Carlin Motorsport | 1     | 0    | 0     | ?   | 2.  |
| 2006   | Formula 1                        | BMW Sauber        | 6     | 0    | 0     | 6   | 16. |
| 2007   | Formula 1                        | BMW Sauber        | 16    | 0    | 0     | 39  | 6.  |
| 2008   | Formula 1                        | BMW Sauber        | 18    | 1    | 1     | 75  | 4.  |
| 2009   | Formula 1                        | BMW Sauber        | 17    | 0    | 0     | 17  | 14. |
| 2010   | Formula 1                        | Renault           | 19    | 0    | 0     | 136 | 8.  |
| 2019   | Formula 1                        | Williams          | 21    | 0    | 0     | 1   | 19. |

### Formula 1
(legenda) (odebeljene dirke pomenijo najboljši štartni položaj, poševne pa najhitrejši krog, †-uvrščen kljub odstopu)
| Leto | Moštvo                  | Šasija           | Motor                           | 1       | 2       | 3      | 4      | 5      | 6       | 7      | 8      | 9      | 10     | 11     | 12      | 13      | 14     | 15     | 16      | 17     | 18     | 19      | 20     | 21     | Prv | Toč |
| ---- | ----------------------- | ---------------- | ------------------------------- | ------- | ------- | ------ | ------ | ------ | ------- | ------ | ------ | ------ | ------ | ------ | ------- | ------- | ------ | ------ | ------- | ------ | ------ | ------- | ------ | ------ | --- | --- |
| 2006 | BMW Sauber F1 Team      | BMW Sauber F1.06 | BMW P86 2.4 V8                  | BAH TD  | MAL TD  | AVS TD | SMR TD | EU TD  | ŠPA TD  | MON TD | VB TD  | KAN TD | ZDA TD | FRA TD | NEM TD  | MAD DSQ | TUR 12 | ITA 3  | KIT 13  | JAP 9  | BRA 9  |         |        |        | 16. | 6   |
| 2007 | BMW Sauber F1 Team      | BMW Sauber F1.07 | BMW P86/7 2.4 V8                | AVS Ret | MAL 18  | BAH 6  | ŠPA 4  | MON 5  | KAN Ret | ZDA    | FRA 4  | VB 4   | EU 7   | MAD 5  | TUR 8   | ITA 5   | BEL 9  | JAP 7  | KIT Ret | BRA 5  |        |         |        |        | 6.  | 39  |
| 2008 | BMW Sauber F1 Team      | BMW Sauber F1.08 | BMW P86/8 2.4 V8                | AVS Ret | MAL 2   | BAH 3  | ŠPA 4  | TUR 4  | MON 2   | KAN 1  | FRA 5  | VB Ret | NEM 7  | MAD 8  | EU 3    | BEL 6   | ITA 3  | SIN 11 | JAP 2   | KIT 6  | BRA 11 |         |        |        | 4.  | 75  |
| 2009 | BMW Sauber F1 Team      | BMW Sauber F1.09 | BMW P86/9 2.4 V8                | AVS 14† | MAL Ret | KIT 13 | BAH 18 | ŠPA 11 | MON Ret | TUR 7  | VB 13  | NEM 14 | MAD 13 | EU 8   | BEL 4   | ITA Ret | SIN 8  | JAP 9  | BRA 2   | ABU 10 |        |         |        |        | 14. | 17  |
| 2010 | Renault F1 Team         | Renault R30      | Renault RS27-2010 2.4 V8        | BAH 11  | AVS 2   | MAL 4  | KIT 5  | ŠPA 8  | MON 3   | TUR 6  | KAN 7  | EU 5   | VB Ret | NEM 7  | MAD Ret | BEL 3   | ITA 8  | SIN 7  | JAP Ret | KOR 5  | BRA 9  | ABU 5   |        |        | 8.  | 136 |
| 2018 | Williams Martini Racing | Williams FW41    | Mercedes M09 EQ Power+ 1.6 V6 t | AVS     | BAH     | KIT    | AZE    | ŠPA TD | MON     | KAN    | FRA    | AVT TD | VB     | NEM    | MAD     | BEL     | ITA    | SIN    | RUS     | JAP    | ZDA    | MEH     | BRA    | ABU TD | -   | -   |
| 2019 | ROKiT Williams Racing   | Williams FW42    | Mercedes M10 EQ Power+ 1.6 V6 t | AVS 17  | BAH 16  | KIT 17 | AZE 16 | ŠPA 18 | MON 18  | KAN 18 | FRA 18 | AVT 20 | VB 15  | NEM 10 | MAD 19  | BEL 17  | ITA 17 | SIN 16 | RUS Ret | JAP 17 | MEH 18 | ZDA Ret | BRA 16 | ABU 19 | 19. | 1   |